# Paleolític inferior arcaic
El paleolític inferior arcaic és una etapa del Paleolític inferior en la qual s'inclouen les indústries paleolítiques datables en l'interval que va des de l'arribada dels humans a Europa fins a l'aparició de l'acheulià.
Aquestes indústries (de pedra simplement tallada des de l'origen de la humanitat fins a l'aparició del bifaç i del fenedor) han rebut molts noms, sense que hi haja consens sobre el tema; els més habituals són: "cultura dels còdols tallats", "paleolític inferior arcaic" i "preacheulià".
Els dos darrers, els utilitzen sovint el Grup per a l'Estudi del Paleolític portugués[1] i l'Associació Arqueològica de Girona, que també utilitza l'expressió manera tècnica 1 (per oposició a la manera tècnica 2, que seria l'acheulià, i a la Manera tècnica 3, que seria el mosterià).
D'altra banda, la locució paleolític inferior arcaic és molt semblant a la usada al Congrés sobre Els Primers Europeus, realitzat a París l'any 1989: Très Ancien Paléolithique.
En aquest article se n'utilitzen, indistintament, els tres. Per a Àfrica, la denominació més encertada, per la seua difusió i per respectar la prioritat dels descobriments, és l'olduvaià.

## Les primeres cultures prehistòriques d'Europa
Des del principi, les indústries de pedra europees se simbolitzen, abans que res, per mitjà del còdol tallat unifacial o bifacial. Quasi paral·lelament a aquesta possible indústria, basada en peces nuclears, podria existir-ne una altra, de tecnologia diferent, documentada en jaciments de la República Txeca (Stránska Skála, Prezletice, Bĕcov...). En aquests casos, es troben assentaments aparentment propers a les fonts de proveïment de roques de talla concoidal fàcilment controlable (sílex, quarsita de gra fi...), de manera que, per fabricar els útils, la gent que habitava aquests presumptes assentaments, aprofitaven fragments angulosos esqueixats de la roca mare per l'acció natural, i no còdols.
D'altra banda, hi ha moltes ascles retocades, encara que difícilment catalogables seguint les llistes tipològiques de paradigmes tradicionals, ja que aquestes ascles semblen, sovint, plaques trencades intencionadament en diàclasis naturals, la qual cosa fa molt complicat distingir el concoidal i el punt de percussió.
Entre les primeres indústries europees també destaca, a l'Europa Central, el lloc de Vésterzöllös (Hongria), on és possible trobar utensilis menuts, tant sobre còdol com sobre ascla, suport relativament abundant i que proporciona ja rasquetes i perforadors.
Així doncs, a part de la cultura dels còdols tallats, alguns investigadors en reconeixen una altra cultura, tan antiga o més, que es basaria en útils sobre ascla, situada on les roques n'afavoriren l'aprofitament natural en brut. És més que possible que ambdues siguen manifestacions d'un mateix tecnocomplex que adapta les estratègies productives a la disponibilitat de la matèria primera. Siga o no cert, el que sí que sembla clar és que no hi ha, ni tan sols en el Paleolític europeu més antic, ni unitat, ni estandardització tipològica o cultural, i s'hi distingeix la cultura material d'una sèrie de jaciments en què predominen els utensilis nuclears (al principi còdols tallats, que van diversificant-se en tipus més específics com els pics trièdrics o els protobifaces) i uns altres en què abunden les asclas, retocades o no (i que acaben cristal·litzant en l'aparició de rasquetes, denticulats, perforadors...). Aquestes dues tradicions tindrien continuïtat i donarien lloc, respectivament, a la cultura del bifaç (l'acheulià) i a les facies sense bifaces (entre les quals destaca el clactonià), més abundant a les Illes Britàniques, nord de França, Bèlgica, part d'Alemanya...
Des del punt de vista cronològic, la cova de Vallonnet és la primera estació coneguda del preacheulià, però no la més antiga: també hi destaquen altres d'anteriors com Sandalja o Chillhac, Atapuerca...

## El paleolític inferior arcaic a la península Ibèrica
Es poden distingir tres importants zones de poblament preacheulià a la península Ibèrica:
- una, al sud —sobretot, al sud-oest—, que inclou jaciments andalusos i portuguesos;
- una altra, al nord-est, on són els jaciments de Girona i el Rosselló;
- i, la tercera, a la Meseta central, on les proves recollides als jaciments superficials són massa inconsistents encara, tret del cas de la Gran Dolina (serra d'Atapuerca).

### Catalunya
L'àrea gironina està molt lligada a la del Rosselló, on hi ha nombroses indústries d'aquest període (Marsella, Besse-sud-Issole…). La major part dels jaciments són superficials, encara que al Puig d'en Roca s'ha realitzat una excavació. Les peces procedeixen de terrasses fluvials de rius com el Ter, el Fluvià i els seus afluents; malgrat això, es poden establir relacions amb zones lacustres, zones de muntanya i zones costaneres. Els jaciments de major importància podrien ser Costa Vermella, Puig d'en Roca, Mas Ferrol, Avellaners, Cabestany, Llabanère i Butte du Four, entre d'altres.

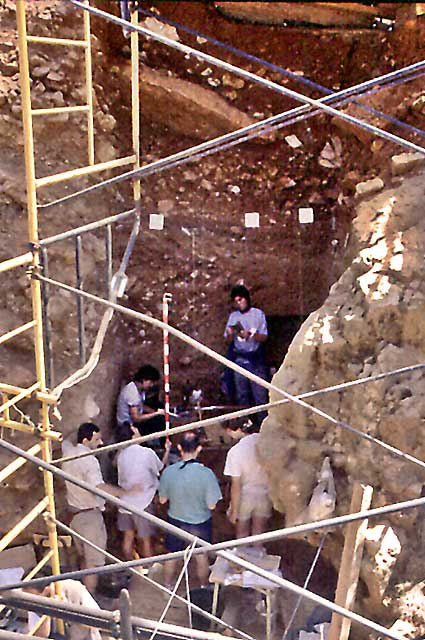
Gran Dolina d'Atapuerca

### L'altiplà
A la Meseta Central, els indicis recollits són molt dubtosos, pràcticament tots de superfície, i en col·leccions mínimes, cal citar, a la vall del Tajo, Talavera de la Reina i El Espinar i, a la vall del Duero, Toro, Monfarracinos i Perilla de Castro. Tots ells molt poc fiables. Una altra cosa molt diferent són les restes exhumades als jaciments de la serra d'Atapuerca, concretament a la zona denominada Gran Dolina, on es van trobar diversos centenars de peces tallades de 700.000 i 900.000 anys d'antiguitat associades a un centenar de restes humanes. Encara que les peces són molt tosques, testifiquen el poblament preacheulià de la Meseta.

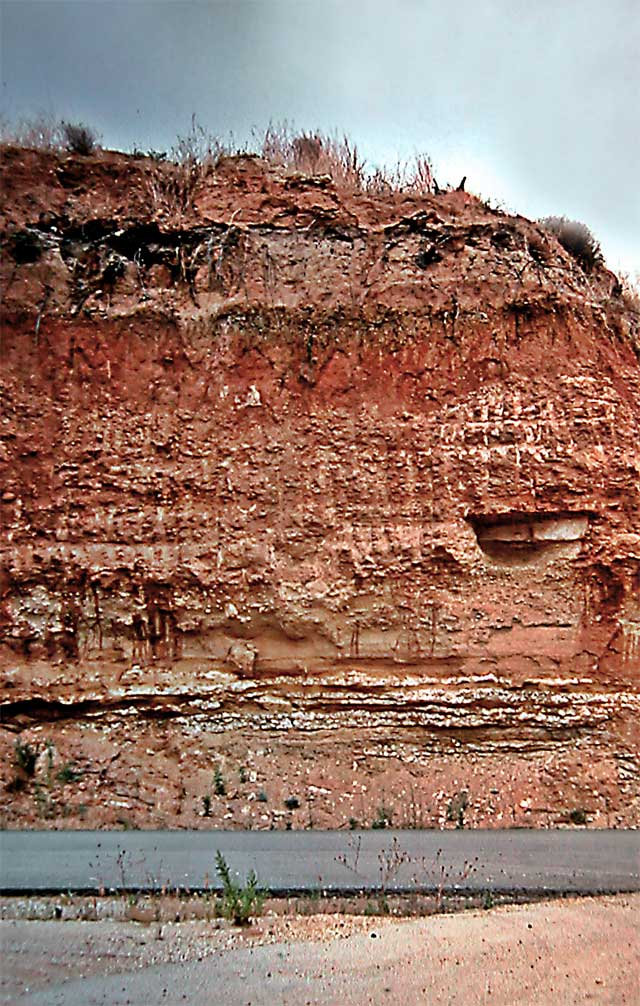
Estratigrafia d'El Aculadero, El Port de Santa Maria, Cadis

### Andalusia
A Andalusia es troben dos importants jaciments: Cúllar-Baza 1 (Granada) i Punta del Aculadero (El Port de Santa Maria, Cadis), tots dos excavats. Pel que sembla, El Aculadero no està totalment in situ, ja que va sofrir alguns lliscaments que n'impedeixen estudis microespacials. Es pensa, però, que la posició morfoestratigràfica d'El Aculadero no ha variat perquè les peces romanen molt concentrades (230 peces/m2). A la zona litoral d'El Port de Santa Maria s'ha establert una estratigrafia de 13 nivells dels quals el nivell 4 contenia indústria lítica. Es tracta d'un nivell de còdols petits, d'escassa potència, en contacte amb un paleosòl roig format en un ambient càlid —potser Donau-Günz—, per la qual cosa el nivell 4 podria datar-se del Günz. No n'hi ha, però, garanties de datació i, atès que la cronologia d'aquesta datació balla moltíssim segons quins especialistes se'n consulten, aquesta orientació serveix de molt poc.
El 1979 Claude Thibault portà a Bordeus un còdol afectat pel foc per sotmetre'l a l'anàlisi de termoluminescència. Les característiques tipològiques d'El Aculadero permeten situar-lo en períodes possiblement preacheulià, amb una indústria lítica composta principalment per còdols tallats, però la seua posició cronològica precisa és desconeguda i podria oscil·lar en un interval que va des de fa un milió d'anys fins a, fins i tot, períodes paral·lels al denominat acheulià antic de Pinedo.
El jaciment de Cúllar-Baza 1 (Granada) sembla trobar-se in situ, encara que a causa de l'escassetat de les proves trobades sobre la presència humana, per a alguns és motiu d'escepticisme. Molt propers, també en la depressió de Guadix-Baza, són els jaciments de la comarca d'Orce, del qual cal citar els llocs amb indústria. A Venta Micena mateix, s'hi citen restes de sílex i dolomies tallats, al costat d'ossos trencats intencionadament; a prop, al Cortijo de Don Alfonso s'hi van trobar algunes desenes de peces de sílex i roca calcària escassament tallats; Al Cortijo de Doña Milagros es van recollir tres peces (una gran lasca, una pedra tallada bifacial i un percutor). Tots aquests jaciments es van associar a certs estrats datats pel sistema de Geofísica anomenat paleomagnetisme entre 1'8 i 1'6 milions d'anys. Seria possible situar aquestes troballes, inclosa l'anomenada Venta Micena, al voltant dels 900 000 anys. Hi ha també els jaciments superficials de Torre del Puerco, Laguna de la Janda (Cadis), El Rompido (Huelva) i altres situats a la província de Sevilla entre Lora del Río i Carmona. També cal citar les restes humanes de Cueva Victoria, associades a un suposat còdol tallat (Cartagena, Múrcia).

### Portugal

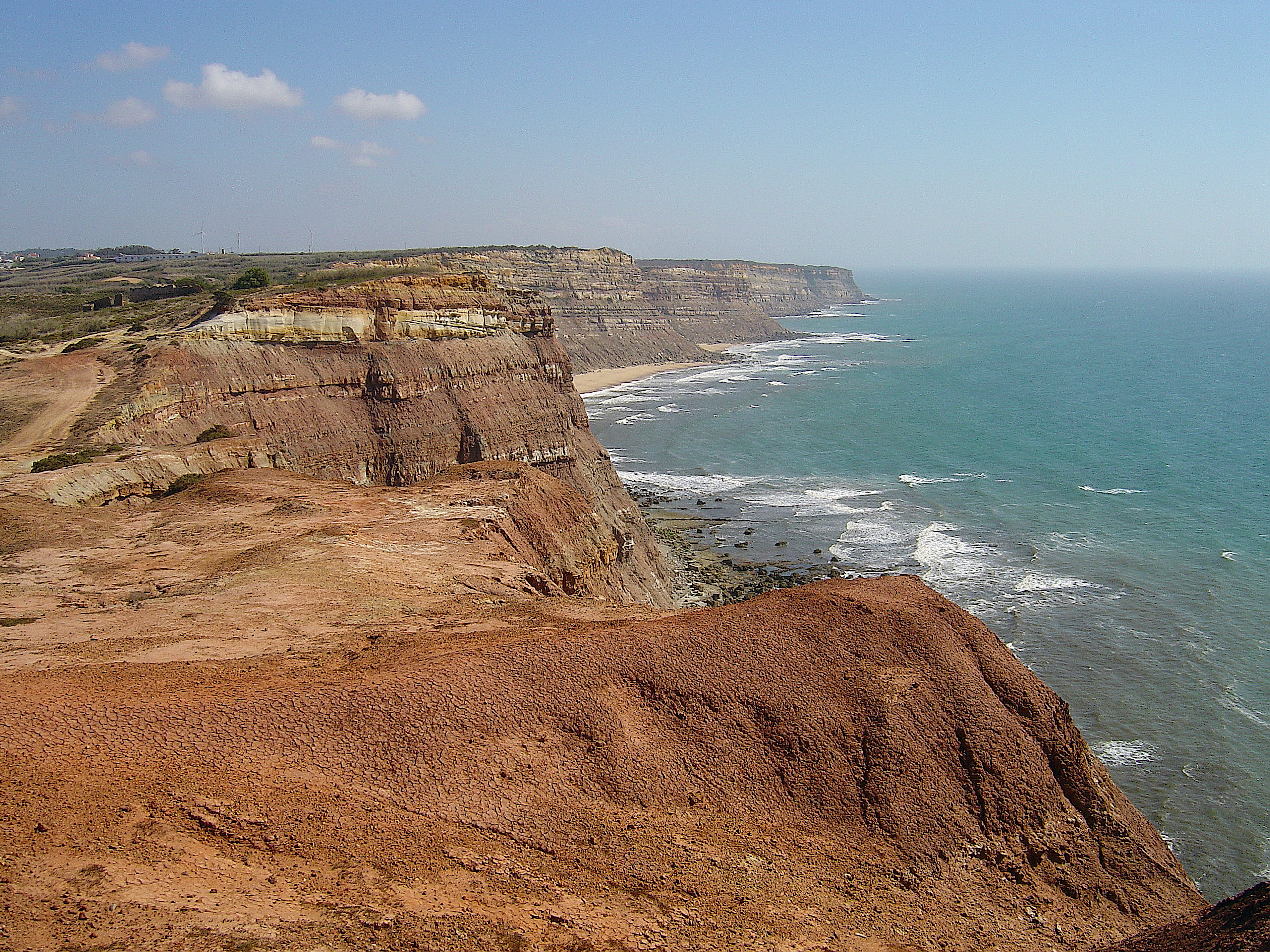
Terrasses marines portugueses amb estrats fossilífers quaternaris

Al litoral de Portugal es troben importants seqüències industrials datades per sèries de terrasses marines prehistòriques.
Hi ha jaciments als voltants de Lisboa (Extremadura i Ribatejo) i a l'Algarve. Segons els estudiosos, una primera fase d'ocupació preacheuliana a Portugal estaria relacionada amb la regressió marina Calabriana, en les seues fases II i III, deguda a la glaciació Donau, les platges de la qual estan actualment situades entre 120 i 160 m sobre el nivell del mar. Els jaciments superficials més importants són Mirouço (Algarve), Alt de Leião (Estremadura) i, sobretot, Seixosa i Belverde (als voltants de Lisboa). Seixosa conté una sèrie única de 210 peces i Belverde quatre sèries, entre les quals destaquen les de la Quinta dos Arcs i la Quinta do Perú —amb 26 i 24 peces, respectivament. Aquests últims, sobretot Seixosa, poden relacionar les seues sèries amb troballes en posició estratigràfica, la qual cosa demostra la seua relació amb les plataformes sobre les quals jeuen les peces. La segona fase, denominada Siciliana I, data de l'interglaciar alpí Donau-Günz, les platges del qual estan penjades entre 70 i 100 msnm. Destaquen, a Estremadura, Açafora, Praia da Aguda i, sobretot, Magoito, al costat de Laredo das Corchas, a l'Algarve. No hi ha jaciments in situ. Encara que algunes peces de Magoito es trobaren en posició estratigràfica, procedeixen d'un dipòsit posterior a la formació de la platja.

## La indústria lítica
Les característiques més importants de la indústria d'aquest període s'obtenen, sobretot, dels estudis d'El Aculadero, però les seues conclusions podrien ampliar-se a altres jaciments, ja que la mostra n'és molt significativa: 22.561 peces de les quals 19.761 són peces fracturades dubtoses, que amb prou feines es tenen en compte per a l'estudi, i queda el gruix de les conclusions recolzat en les 2.800 peces restants.
La matèria primera revela una selecció voluntària de quarsita i sílex, i un bandejament del quars; també sembla que se seleccionaven els còdols més grossos. Les tècniques de l'angle de fractura més importants són les desorganitzades, tot i que hi és molt important la centrípeta, fins i tot, a voltes, amb esbós de preparació perifèrica i proto-Levallois. De tota manera, una gran part de les ascles prové de la fabricació de còdols tallats.
En qualsevol cas, la matèria primera s'aprofita poc i les ascles solen ser corticals amb talons no preparats. La talla n'és arcaica i els útils, que apareixen elaborats sobre còdol, sobretot —encara que també en ascla—, manquen, en quasi tots els casos, d'estandardització morfològica. Els còdols tallats són la meitat dels utensilis (hi dominen els còdols tallats unifacials) i una bona part només en té un negatiu d'angle de fractura, a la qual cosa cal afegir molts còdols dubtosos. També s'inclouen en aquest grup altres útils sobre còdol, generalment políedres, protobifaces i còdols amb talla trièdrica. Els utensilis sobre ascla es caracteritzen per un predomini del retoc simple, marginal i discontinu. Potser per això, els tipus de la llista de Bordes més abundants són les ascles retocades sense denominació tipològica específica i, potser per això, també són tan importants les osques i denticulats.
Vallespí i el seu equip han localitzat en alguns jaciments d'aquest període algun bifaç o tríedre toscament tallat, que no apareixen a El Aculadero ni als jaciments catalans. D'altra banda, Ruiz Busts assegura que a Cúllar I es testifiquen, no sols utensilis de pedra, sinó també eines sobre os. Concretament, aquest paleontòleg assegura que els fragments d'os —anomenats Ba-79 i Ba-9— patiren transformacions humanes conscients i intencionades que els convertiren en eines semblants a punxons. De confirmar-se aquesta interessant hipòtesi (caldrà esperar a la publicació de les anàlisis tafonòmiques) tindríem una indústria òssia tan antiga, almenys, com la lítica.
Les comparacions establertes entre jaciments preacheulians com El Aculadero, el Puig d'en Roca, etc., i jaciments acheulians com Pinedo, de Ciudad Real o altres del NE peninsular, semblen confirmar una evolució local cap a l'acheulià pel desenvolupament de la bifacialització. De fet, se sospita que hi ha prou afinitat cultural entre el preacheulià d'El Aculadero i l'acheulià de Pinedo. L'avanç de tècniques centrípetes d'angle de fractura (a El Aculadero o als jaciments catalans) i l'aparició de peces a mig camí entre els còdols tallats bifacials o políedres i els útils propis de l'acheulià —sobretot, el bifaç— permetrien sostenir la hipòtesi d'una evolució interna dins del Paleolític inferior arcaic que tindria dues fases:
1. Fase arcaica: es dona al sud-oest d'Europa fins fa prop d'un milió d'anys. És una fase molt discutible, però que, a la península estaria testificada a la costa portuguesa (primera fase) i, potser, als jaciments de la zona d'Orce. Es caracteritzaria per un utillatge sobre ascla atípic, per la gran abundància de còdols tallats prou toscos i per la presència de políedres.
2. Fase evolucionada: es donaria ja en tota l'Europa occidental des de fa un milió d'anys, fins fa 600.000 anys. Els jaciments són més sòlids, i es testifiquen a les costes portugueses (segona fase), andaluses i catalanes, i a la Meseta, els jaciments més importants d'aquest període serien El Aculadero (El Port de Santa Maria, Cadis) i el nivell TD-4 de la Gran Dolina, a la serra d'Atapuerca (Ibeas de Juarros, Burgos). La indústria mostra una tècnica més evolucionada tant en els còdols tallats com en els útils sobre ascla, que es diversifica i especialitza. Les ascles són gruixudes i hi apareixen ja els protobifaces i bifaces d'estil abbevil·lià, tot i que ja no s'admet l'existència d'una cultura abbevil·liana com a tal.

Encara hi ha molt de camí per recórrer en la determinació d'aquest període, perquè gairebé tots els jaciments en els quals es basen són, d'una manera o altra, discutibles, tret d'excepcions molt destacables. D'una banda, es tracta normalment de llocs amb peces molt escasses (com ocorre a Cúllar-I) i, d'altra, quan no estan en superfície, són llocs en posició estratigràfica secundària amb indicis cronològics no gaire sòlids (per exemple, El Aculadero o els jaciments portuguesos). També s'hi plantegen problemes tipològics com el dels útils senzills, que poden haver estat, sovint, fruit de l'acció fortuïta de la natura, o la pervivència dels còdols tallats en períodes postpaleolítics… Per això, caldria ser més estrictes quant a datacions, localització geològica dels jaciments i anàlisi tecnotipològica feta amb precisió. A més, no hi ha evidències sòlides encara de l'evolució bibersoniana de la simplicitat a la complexitat.